# Malin Åkerman
Malin Maria Åkerman, (Stockholm, 1978. május 12. –) svéd–amerikai színésznő és modell. 
Stockholmban született, de Kanadában nőtt fel. Mivel az angol nyelvű észak-amerikai filmiparban tevékeny, nevét Akermannak (ékezet nélkül) írják a filmek szereplői listáin. Olyan filmekben szerepelt, mint az Agyő, nagy ő! (2007), a 27 idegen igen (2008), a Watchmen: Az őrzők (2009) és a Páros mellékhatás (2009). A Watchmenben való szerepléséért a Teen Choice Awards díjra jelölték a legjobb akciófilm-színésznő kategóriában.

## Fiatalkora
Amikor Malin kétéves volt, családja Kanadába költözött. Miután szülei elváltak, apja Magnus és testvére Mark visszatértek Svédországba, míg ő anyjával, Piával Kanadában maradt. Egy ideig az Ontario állambeli Niagara-on-the-Lake-ben éltek, ahol a Parlament Oak Általános iskolában, majd a Niagara Kerületi Gimnáziumban tanult. 
2001-ben Los Angelesbe költözött, hogy teljesen a színészi karrierjére összpontosítson. Folyékonyan beszél svédül, de "angolul gondolkozik", és aztán fordítja le svédre.

## Pályafutása
Karrierjét mint modell kezdte s aztán tért át a színjátszásra. 2002-ben Los Angelesbe költözött, hogy színésznő lehessen. Első sikere 2005-ben jött, amikor Juna szerepét játszotta a HBO A visszatérés televíziós sorozatában. Számos amerikai televíziós sorozatban jelent meg mint vendégszereplő, többek között a Törtetőkben. Több filmben is szerepelt, köztük a Farrelly testvérek Agyő, nagy ő! című filmjében, Ben Stillerrel.
Nagy áttörése Laurie Juspeczyk / Silk Spectre II főszereplő megformálása volt a 2009-es Watchmen: Az őrzők című szuperhősfilmben. Rövid ideig énekes volt a The Petalstones (korábbi nevén Ozono) zenekarban, amelynek dobosához ment férjhez.
2024-ben az Eurovíziós Dalfesztivál egyik műsorvezetője volt Petra Mede mellett.

## Magánélete
2007-ben házasodott össze Roberto Zincone olasz zenésszel. 2013-ban egy fiuk született, Sebastian. Ugyanabban az évben novemberben házasságuk felbomlott.
2018 decemberében Jack Donnelly angol színész felesége lett.

## Filmográfia

### Film
(Vezető) filmproducer
| Év   | Magyar cím               | Eredeti cím                       | Szerep                        | Magyar hang       |
| ---- | ------------------------ | --------------------------------- | ----------------------------- | ----------------- |
| 2000 | Koponyák                 | The Skulls                        | lány Caleb lakásán            |                   |
| 2002 | Titkos társaság          | The Circle                        | Tess                          |                   |
| 2003 | Utópista Társaság        | The Utopian Society               | Tanci                         |                   |
| 2004 | Kalandférgek             | Harold & Kumar Go to White Castle | Liane                         | Haumann Petra     |
| 2007 | Invázió                  | The Invasion                      | Autumn                        |                   |
| 2007 | A gyerekesek             | The Brothers Solomon              | Tara Anderson                 | Balogh Anna       |
| 2007 | Agyő, nagy ő!            | The Heartbreak Kid                | Lila Cantrow                  | Für Anikó         |
| 2007 | Kutyakomédia             | Heavy Petting                     | Daphne                        |                   |
| 2008 | 27 idegen igen           | 27 Dresses                        | Tess Nichols                  | Pikali Gerda      |
| 2009 |                          | Bye Bye Sally (rövidfilm)         | Sally Grimshaw                |                   |
| 2009 | Watchmen: Az őrzők       | Watchmen                          | Laurie Jupiter / Silk Spectre | Pikali Gerda      |
| 2009 | Nász-ajánlat             | The Proposal                      | Gertrude                      | Huszárik Kata     |
| 2009 | Páros mellékhatás        | Couples Retreat                   | Ronnie                        | Pikali Gerda      |
| 2010 | Jóvoltköszönömkérekmég   | Happythankyoumoreplease           | Annie                         | Zakariás Éva      |
| 2010 | Romantikus lelkek        | The Romantics                     | Tripler                       | Mezei Kitty       |
| 2011 | Szex a lelke mindennek   | Elektra Luxx                      | Trixie                        |                   |
| 2011 | A Bang Bang Club         | The Bang Bang Club                | Robin Comley                  | Létay Dóra        |
| 2011 |                          | Kaylien (rövidfilm)               | anya                          |                   |
| 2011 | Dupla csapda             | Catch .44                         | Tes                           | Orosz Anna        |
| 2012 | Hippi-túra               | Wanderlust                        | Eva                           | Sipos Eszter Anna |
| 2012 |                          | The Giant Mechanical Man          | Jill                          |                   |
| 2012 | Mindörökké Rock          | Rock of Ages                      | Constance Sack                | Györgyi Anna      |
| 2012 | Elárulva                 | Stolen                            | Riley Jeffers                 | Pikali Gerda      |
| 2012 | Hotel Noir               | Hotel Noir                        | svéd Mary                     |                   |
| 2013 |                          | Cottage Country                   | Cammie Ryan                   |                   |
| 2013 | Védelmi kód              | The Numbers Station               | Katherine                     | Orosz Anna        |
| 2013 | CBGB                     | CBGB                              | Debbie Harry                  | Nemes Takách Kata |
| 2015 | Álmomban találkozunk     | I'll See You in My Dreams         | Katherine Petersen            | Kis-Kovács Luca   |
| 2015 | Szöktetés a pokolból     | The Final Girls                   | Amanda Cartwright / Nancy     | Orosz Anna        |
| 2015 |                          | Unity                             | narrátor (hangja)             |                   |
| 2016 | A megtévesztésen túl     | Misconduct                        | Emily                         |                   |
| 2016 |                          | The Ticket                        | Sam                           |                   |
| 2018 | Rampage – Tombolás       | Rampage                           | Claire Wyden                  | Létay Dóra        |
| 2019 | A csillagokig            | To the Stars                      | Grace Richmond                |                   |
| 2019 | Szívem hiányzó darabja   | En del av mitt hjärta             | Isabella                      | Zsigmond Tamara   |
| 2020 | Éjszaka meglepetésekkel  | The Sleepover                     | Margot Finch                  | Orosz Anna        |
| 2020 | Gyertek át               | Friendsgiving                     | Molly                         | Orosz Anna        |
| 2020 |                          | Chick Fight                       | Anna                          |                   |
| 2022 |                          | A Week In Paradise                | Maggie                        |                   |
| 2022 | Slayers – Vámpírvadászok | Slayers                           | Beverly Rektor                | Orosz Anna        |
| 2023 |                          | Ett sista race                    | Tove                          |                   |

### Televízió
| Év         | Magyar cím                        | Eredeti cím             | Szerep                                | Megjegyzések                                                                          |
| ---------- | --------------------------------- | ----------------------- | ------------------------------------- | ------------------------------------------------------------------------------------- |
| 1997       | A bolygó neve: Föld               | Earth: Final Conflict   | Avatar                                | 1 epizód                                                                              |
| 2000       | Másvilág                          | The Others              | Diane Stillman                        | 1 epizód                                                                              |
| 2000       | Az elveszett ereklyék fosztogatói | Relic Hunter            | Elena                                 | 1 epizód                                                                              |
| 2001       | Játszd újra az életed!            | Twice in a Lifetime     | Ramona Dubois                         | 1 epizód                                                                              |
| 2001       | Doki                              | Doc                     | Maddy Dodge                           | 1 epizód                                                                              |
| 2001       | Boszorkánykard                    | Witchblade              | Karen Bronte                          | 1 epizód                                                                              |
| 2005–2014  | A visszatérés                     | The Comeback            | Juna Millken                          | 15 epizód                                                                             |
| 2006       | Majomszeretet                     | Love Monkey             | Kira Dungen                           | 1 epizód                                                                              |
| 2006       | Törtetők                          | Entourage               | Tori                                  | 2 epizód                                                                              |
| 2010       | Így jártam anyátokkal             | How I Met Your Mother   | Movie Stella                          | 1 epizód                                                                              |
| 2010–2016  | Childrens Hospital                | Childrens Hospital      | Dr. Valerie Flame / Ingrid Hagerstown | 42 epizód                                                                             |
| 2012       | Égető szerelem                    | Burning Love            | Willow                                | - 8 epizód - magyar hangja: - Orosz Anna                                              |
| 2012, 2013 | Kertvárosba száműzve              | Suburgatory             | Alex Altman                           | 3 epizód                                                                              |
| 2013–2014  |                                   | Newsreaders             | Ingrid Hagerstown                     | 2 epizód                                                                              |
| 2013       | Robotcsirke                       | Robot Chicken           | Black Widow / Nerd unokahúga (hangja) | 1 epizód                                                                              |
| 2013–2014  |                                   | Trophy Wife             | Kate Harrison                         | 22 epizód (producer)                                                                  |
| 2014       |                                   | Welcome to Sweden       | önmaga                                | 1 epizód                                                                              |
| 2015       | Playback párbaj                   | Lip Sync Battle         | önmaga                                | 1 epizód                                                                              |
| 2015       |                                   | Sin City Saints         | Dusty Halford                         | 8 epizód                                                                              |
| 2016       |                                   | Easy                    | Lucy                                  | 1 epizód                                                                              |
| 2016       |                                   | Comedy Bang! Bang!      | önmaga                                | 1 epizód"                                                                             |
| 2016–2019  | Milliárdok nyomában               | Billions                | Lara Axelrod                          | - főszereplő (1-3. évad) - vendégszereplő (4. évad) - magyar hangja: - Peller Mariann |
| 2019       | Tömény történelem                 | Drunk History           | Beulah Annan                          | 1 epizód                                                                              |
| 2019–2022  |                                   | Dollface                | Celeste                               | 10 epizód                                                                             |
| 2020       | Harc a vírus ellen                | Medical Police          | Dr. Valerie Flame                     | 3 epizód                                                                              |
| 2020       |                                   | Soulmates               | Martha                                | 1 epizód                                                                              |
| 2024       | Eurovíziós Dalfesztivál           | Eurovision Song Contest | műsorvezető                           | 3 epizód (Petra Medével közösen)                                                      |

## Fordítás
- Ez a szócikk részben vagy egészben  a   Malin Åkerman című svéd Wikipédia-szócikk fordításán alapul.  Az eredeti cikk szerkesztőit annak laptörténete sorolja fel. Ez a jelzés csupán a megfogalmazás eredetét és a szerzői jogokat jelzi, nem szolgál a cikkben szereplő információk forrásmegjelöléseként.
- Ez a szócikk részben vagy egészben  a   Malin Akerman című angol Wikipédia-szócikk fordításán alapul.  Az eredeti cikk szerkesztőit annak laptörténete sorolja fel. Ez a jelzés csupán a megfogalmazás eredetét és a szerzői jogokat jelzi, nem szolgál a cikkben szereplő információk forrásmegjelöléseként.